# Fachpressearbeit
Fachpressearbeit (englisch trade press) ist Pressearbeit, die sich insbesondere an Fachöffentlichkeiten wendet. Ziel und Aufgabe der Fachpressearbeit ist die Verbreitung von Informationen, vor allem über neue Erkenntnisse, Entwicklungen (z. B. technischer Natur) und deren Auswirkungen für die jeweilige Fachöffentlichkeit. Sie adressiert dazu selektierte Fachmedien, deren inhaltliche Schwerpunkte das jeweilige Themengebiet abdecken, um so die gewünschten Rezipienten zu erreichen.

## Beschreibung
Fachpressearbeit ist eine journalistisch-redaktionelle Disziplin, die angesiedelt ist zwischen den jeweiligen fachlichen Informationsquellen (wie etwa Unternehmen, Forschungseinrichtungen, Behörden und Verwaltungen) und Fachmedien als Verbreiter dieser Informationen. Sie wird hauptsächlich von spezialisierten PR-Agenturen, z. T. auch durch (freie) Journalisten, oder durch interne Mitarbeiter (i. d. R. bei größeren Institutionen) geleistet.
Die Redaktionen der PR-Agenturen setzten sich dabei aus gut ausgebildeten Redakteuren und Fachleuten zusammen, welche Kenntnisse und Kompetenzen der jeweiligen Branchen, Fachtermini und Themen besitzen. Sie sind dafür da, komplexe Inhalte einfach und verständlich für die Rezipienten und die jeweilige Zielgruppe darzustellen.
Während die klassische Fachpressearbeit nahezu ausschließlich Verbreitung über Printmedien suchte, dehnt sie sich in der heutigen Zeit immer mehr auf zusätzliche Informationskanäle, insbesondere im Internet, aus.

## Instrumente
Hauptsächlich geht es innerhalb der Fachpressearbeit um das Verfassen von fundierten, mediengerechten und zielgruppenspezifischen Texten, Fachartikeln und Pressemitteilungen, die beispielsweise von Innovationen, innovativen Verfahren oder Produktneuheiten handeln können. Dabei kommen insbesondere die klassischen journalistischen Stilformen zum Einsatz, wie etwa Meldungen, Berichte oder (Vor-Ort-)Reportagen. Ergänzt werden sie durch verschiedene analoge (z. B. Fotos, Grafiken, Charts) und digitale Medien (z. B. Video-Clips, Animationen) zur Nutzung im Print- oder Onlinegeschäft. Bei der Konzeption, Kreation und Produktion der Fachpressearbeit und der sie ergänzenden Informations- und Dialogmedien geht es auch darum, bestenfalls eine maßgeschneiderte Kommunikationsstrategie zu erreichen, auf deren Grundlage eine crossmediale Informationsverbreitung der Inhalte stattfinden kann.
Zur Verbreitung am Markt der Fachmedien und innerhalb der Fachöffentlichkeit fertigt eine Agentur für Fachpressearbeit idealerweise die passenden Presseverteiler mit an. Des Weiteren findet das Planen und Organisieren von Fachpressekonferenzen, die Organisation von Firmenbesichtigungen u. ä. innerhalb der Fachpressearbeit Anwendung.

## Bedeutung
Fachmedien (print und digital) stellten im Jahre 2015 für den Personenkreis der professionellen Entscheider mit 94 % die am stärksten genutzte Mediengattung dar und dienen ihnen deshalb als Informationsquelle Nr. 1. Fachzeitschriften werden dementsprechend intensiv genutzt und gehören zum Arbeitsalltag dazu (B2B Entscheideranalyse 2015/16).
Schlussfolgernd ist Fachmedienarbeit ein wichtiger Bestandteil der durchgängigen Unternehmenskommunikation und gilt aufgrund ihres Anspruches als besonders glaubwürdig.
Fachpressetexte gelten als wichtiger Informationskanal, als meinungsbildend und imagefördernd. Durch gute Texte kann eine Produktbekanntheit erhöht und das Produktwissen innerhalb der Zielgruppe vertieft werden.

## Diskussion
Je nach Betrachtungsweise hat die Fachpressearbeit eine unterschiedliche Wertstellung bei den verschiedenen Beteiligten. Unternehmen sehen sie häufig allein dem Marketing zugeordnet und somit als rein absatzmarktbezogenes Instrument. Die Fachmedien hingegen haben strenge wettbewerbsrechtliche Vorschriften zu beachten, die ihnen eine Vermischung von Werbung und journalistischem Dargebot verbietet. Daher bieten spezialisierte PR-Agenturen unabhängig von der Fachpressearbeit zusätzliche Media-Services an (Planen, Gestalten, Schalten von Anzeigenwerbung inkl. Budgetverwaltung). In den Fachöffentlichkeiten genießen die Arbeit der Fachpresse und der Fachjournalisten große Wertschätzung.